# Bracon pallidoluteus
Bracon pallidoluteus är en stekelart som beskrevs av Granger 1949. Bracon pallidoluteus ingår i släktet Bracon och familjen bracksteklar. Inga underarter finns listade.